# Leiomyza wheeleri
Leiomyza wheeleri is een vliegensoort uit de familie van de Asteiidae. De wetenschappelijke naam van de soort is voor het eerst geldig gepubliceerd in 1957 door Sabrosky.